# Castor Gill
Der Castor Gill ist ein Wasserlauf in Lancashire, England. Er entsteht östlich der Black Moss Reservoirs und fließt in östlicher Richtung, bis er bei seinem Zusammentreffen mit dem Admergill Water das Blacko Water bildet.